# Bernard Férié
Bernard Férié, né en 1947 à Agen, est un réalisateur français.

## Biographie
Bernard Férié a réalisé un premier court métrage en 1971, Le Verbe Être, produit par le GREC. 
Son premier long métrage de fiction, Éclipse sur un ancien chemin vers Compostelle, est sorti en salles en 1980.
Il a travaillé surtout pour la télévision, réalisant notamment de nombreux documentaires.

## Filmographie

### Cinéma

#### Long métrage
- 1980 : Éclipse sur un ancien chemin vers Compostelle

#### Courts métrages
- 1971 : Le Verbe Être
- Font-Guilhem
- Quelques Gouttes d’Orage
- La Septième chandelle
- Éléments pour une authenticité
- À Elle
- Courants

### Télévision

#### Courts métrages
- Vetty Valli, ou « Le Destin d’Yvette Cavallié »
- Les Mots de Pierre
- Le Chemin oublié du sieur de Caumont
- L’Océan dans la tête
- La Doulou
- Passeurs d’espoir

#### Téléfilms
- 1982 : L’Ange foudroyé ou La Passion de Friedrich Hölderlin
- 1983 : Une Petite fille dans les tournesols

#### Documentaires
- 1986 : La Pierre en pleurs
- 1991-2000 : Passages
- 1992 : Le Moindre Bruit ou Arette, 25 ans après
- 1995 : Pastorale
- 1997 : Lascaux
- 1997 : Les Récifs des Corbières
- 1997 : Les Australopithèques
- 2001-2008 : Regards Singuliers
- 2005 : Jacques Dufilho : Le Seigneur et le Lutin
- 2006 : André Labarrère : La Politique au corps
- 2006 : Alain Rousset : Retour aux sources
- 2007 : François Bayrou : le Robin du Béarn
- 2008 : Bordeaux, une Ville nommée Désir
- 2009 : l'Ode à la voie ou La Renaissance de la voie ferrée Pau-Canfranc
- 2010 : Le Messager de Lascaux[3]

#### Scénarios
- 1977 : Jour Premier
- 1981-1982 : L’Ange foudroyé
- 1983 :  Une petite fille dans les tournesols
- 1984–1985 :  L’Héloïse
- 1987-1988 : La Seconde moitié de l’éternité